# De Cocksdorp
De Cocksdorp (im texelschen Dialekt Durrep) ist ein Ort im Norden der niederländischen Insel Texel. Das 1175 Einwohner zählende Dorf verdankt seinen heutigen Namen dem Belgier Nicolas Joseph de Cock, einem der Initiatoren der Einpolderung Eierlands.

## Geschichte
Ursprünglich existierte zwischen den Inseln Eierland und Texel eine Schorre, entstanden durch den zu Beginn des 17. Jahrhunderts angelegten Zanddijk,  der die beiden Inseln miteinander verband. 
1835 gründete Nicolas Joseph de Cock gemeinsam mit einigen anderen die Sociëteit van Eigendom van Eierland, die daraufhin Eierland vom niederländischen Staat kaufte und mit der Einpolderung begann. Das Dorf wurde 1836 im äußersten Norden des Polders an der Stelle, an der der Wasserlauf Roggesloot in die Meerenge Eierlandse Gat mündet, gegründet. Der Ort hieß ursprünglich Nieuwdorp, wurde jedoch bald darauf in De Cocksdorp umbenannt.
Heute ist De Cocksdorp, neben De Koog, eines der touristischen Zentren auf Texel. Zu De Cocksdorp gehört auch der größte Bungalowpark der Insel, De Krim. 

## Sehenswürdigkeiten

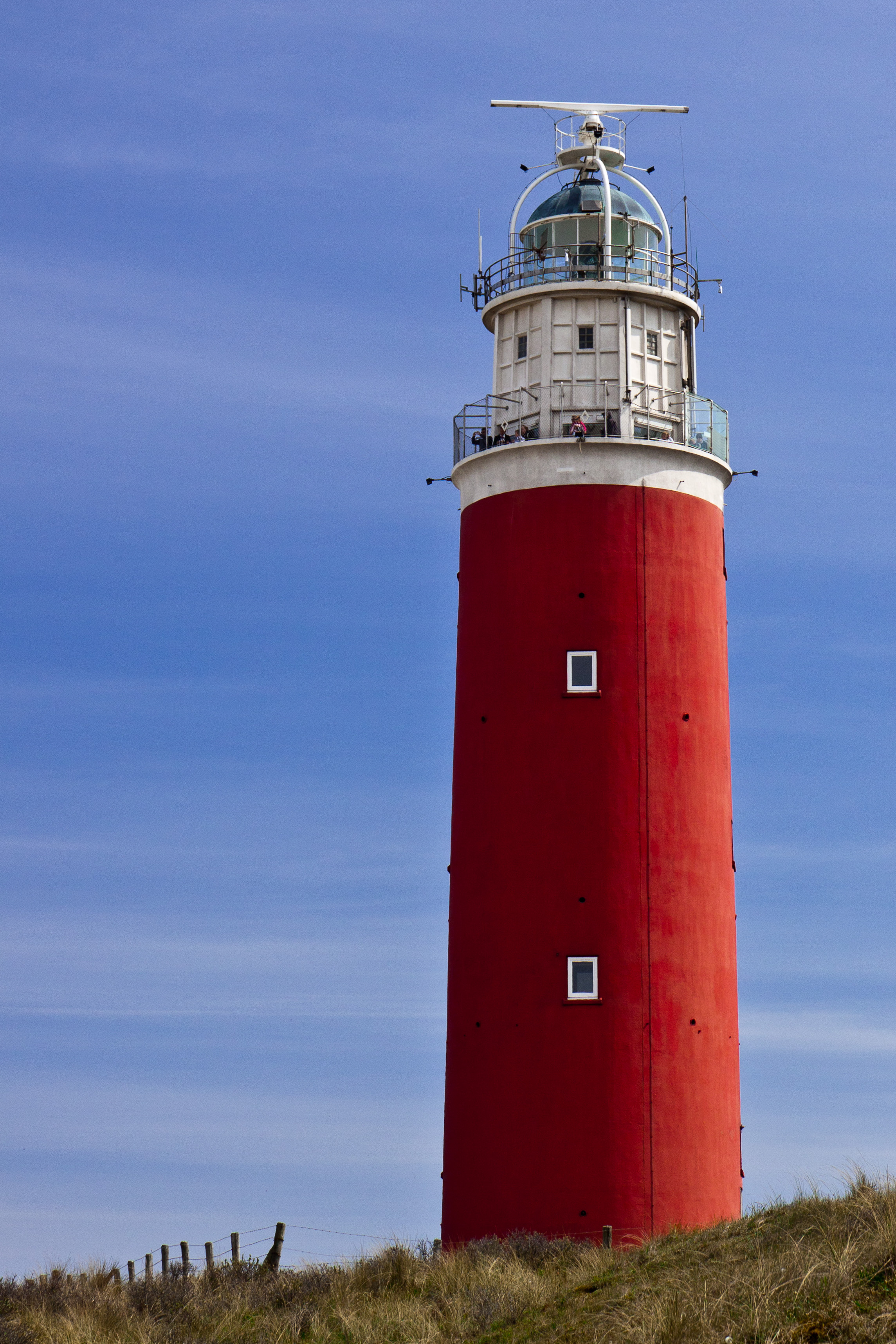
Leuchtturm Eierland

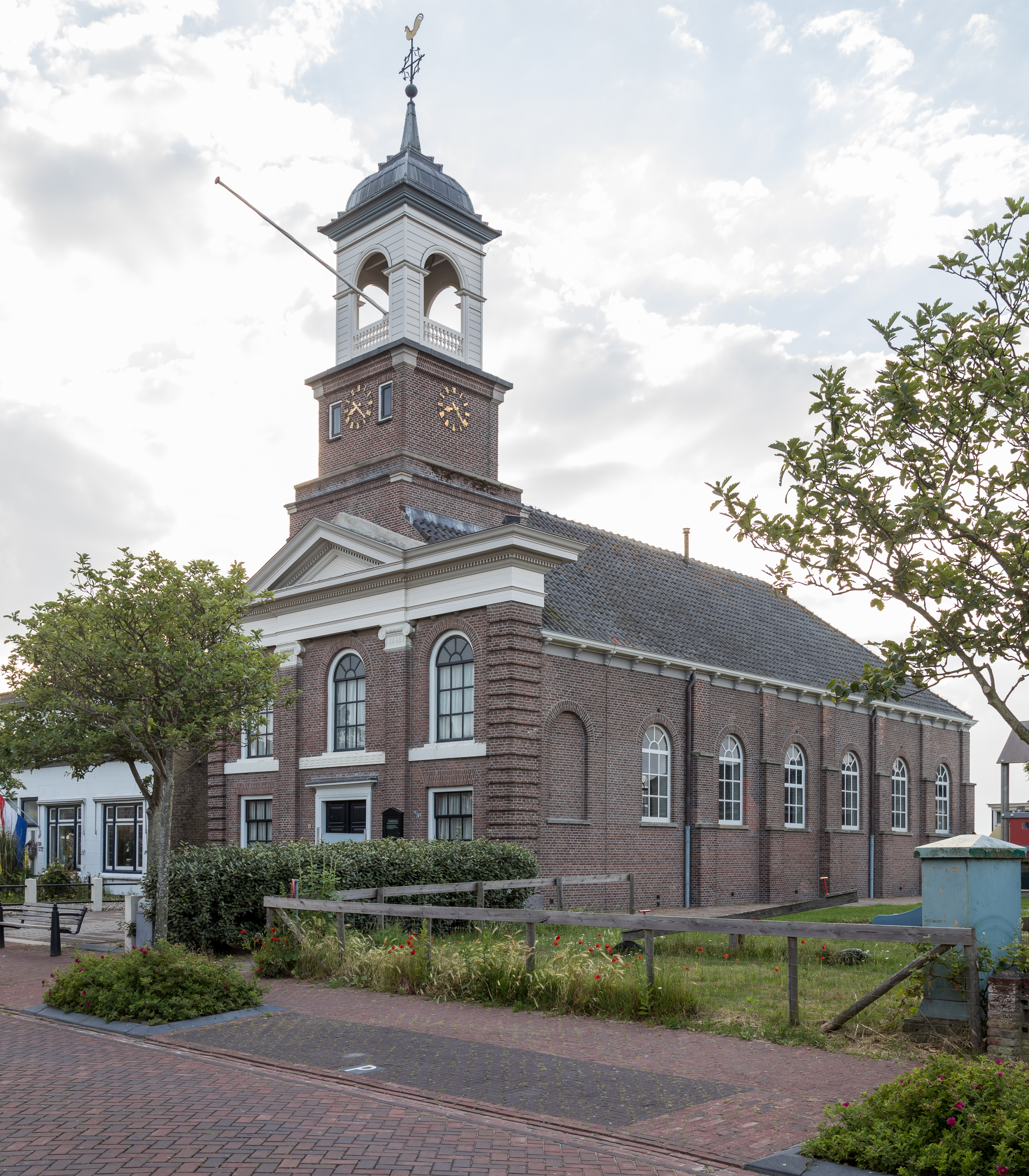
Die Waddenkerk

In De Cocksdorp liegen sechs offizielle Rijksmonumente, von denen der ungefähr zwei Kilometer nördlich gelegene Leuchtturm Eierland der bekannteste ist. Dieser war einige Zeit nicht für die Öffentlichkeit zugänglich, ist jedoch seit 2009 wieder geöffnet. Des Weiteren existieren im Ort mehrere historische Bauernhöfe und zwei Kirchen, darunter die sogenannte Waddenkerk.
Südlich des Strandzugangs Paal 33 läuft von Anfang Mai bis Ende September die Fähre zur Nachbarinsel Vlieland aus.